# Гайдаровский форум
Гайдаровский форум — ежегодная международная научно-практическая конференция России в области экономики, проводившаяся с 2010 по 2022 годы. Названа в честь российского либерал-реформатора Егора Гайдара.
Место проведения форума — Российская академия народного хозяйства и государственной службы при Президенте Российской Федерации, председатель форума в 2018 году — бывший первый заместитель председателя Правительства Российской Федерации Игорь Иванович Шувалов.
В 2019 году в соответствии с поручением Председателя Правительства РФ Дмитрия Медведева оргкомитет Форума возглавил Первый заместитель Председателя Правительства — Министр финансов Российской Федерации Антон Силуанов. Руководитель программного комитета — Председатель Счетной палаты Российской Федерации Алексей Кудрин.

## Цели и задачи форума
Декларируемые организаторами цели форума:
- привлечение ведущих мировых ученых и практиков к совместному обсуждению экономических и политических проблем;
- поддержание непрерывного экспертного диалога по ключевым политическим и экономическим вопросам;
- отражение основных трендов и ключевых событий национальной и глобальной экономики и политики;
- выработка стратегических предложений и рекомендаций по развитию национальной экономики;
- закрепление за Россией прочного места на интеллектуальной экономической карте мира и статуса важного центра глобальных экономических дискуссий самого высокого уровня[1].

## Организаторы форума
- Российская академия народного хозяйства и государственной службы при Президенте Российской Федерации
- Институт экономической политики имени Е. Т. Гайдара
- Ассоциация инновационных регионов России (АИРР)

## Участники форума

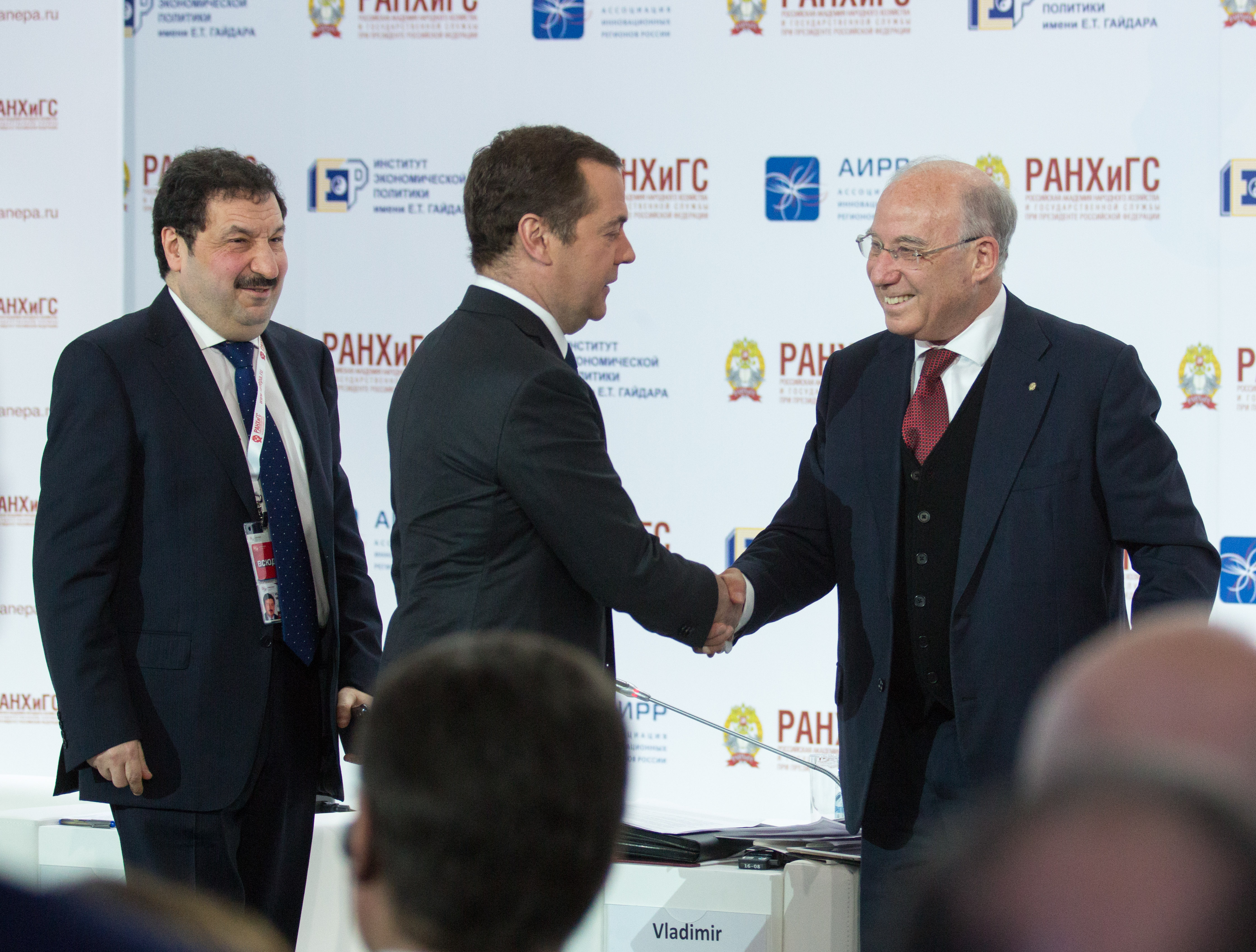
Дмитрий Медведев, Председатель Правительства Российской Федерации и Якоб Френкель, председатель Правления JP Morgan Chase International, председатель Банка Израиля (1991—2000 гг.). 2018 год.

В средствах массовой информации Гайдаровский форум часто называют «Российским Давосом», учитывая качественный состав участников и статус экспертов. Для зарубежных участников форум выступает важным источником информации о главных тенденциях социально-экономического и политического развития России, условий ведения бизнеса и инвестиционного климата в стране. Для отечественных участников форум позволяет определить перспективы дальнейшего экономического роста и интеграции России в мировую экономику.
Во время ежегодного форума действуют различного уровня и масштаба мероприятия: пленарные сессии, экспертные круглые столы, панельные дискуссии. Модераторами Форума являются представители Правительства РФ, региональных органов власти, ведущие отечественные и зарубежные экономисты. Одна из важных особенностей Форума состоит в активном вовлечении в его работу студентов и молодых ученых в качестве участников дискуссий и докладчиков. Последний день Форума по традиции полностью посвящается выступлениям молодежи.
«Духовным лидером» Гайдаровского форума, по оценке заведующего отделом экономики «Независимой газеты» Михаила Сергеева, является Алексей Кудрин.
В 2013 году Гайдаровский форум был признан бизнес-событием года и получил премию The Moscow Times Awards. 10 ноября 2013 года награду из рук ведущего церемонии Владимира Познера получил ректор РАНХиГС Владимир Мау. В состав жюри премии вошли главный редактор The Moscow Times Эндрю МакЧесни, председатели Российско-британской, Российской-французской и Российско-германской торгово-промышленных палат Алан Томпсон, Павел Шинский и Михаэль Хармс, член совета Американской торговой палаты Питер Б. Некарсульмер и другие эксперты.

## История форума
Решению о проведении Гайдаровского форума на протяжении нескольких лет предшествовала организация масштабных международных конференций Президентской академии (тогда еще Академией народного хозяйства при Правительстве Российской Федерации, АНХ) и Институтом экономической политики имени Егора Гайдара (в то время Институтом экономики переходного периода, ИЭПП).

### 2010 год
21-23 января 2010 года в Академии народного хозяйства при правительстве РФ в Москве состоялась Международная конференция «Россия и мир: вызовы нового десятилетия», посвящённая памяти Егора Гайдара, организованная Академией народного хозяйства при Правительстве РФ, Институтом экономики переходного периода и Комиссией Правительства РФ по экономическому развитию и интеграции. Форум был посвящён памяти Е. Т. Гайдара. Эксперты в ходе дискуссий обсуждали ключевые тенденции мировой экономики в период глобальной нестабильности. В режиме диалога специалисты проанализировали основные механизмы существования государств в сложившихся условиях и наметили пути оздоровления экономик. Участие в дискуссиях приняли первый заместитель председателя Правительства РФ Игорь Шувалов, министр экономического развития РФ (на 2010 год) Эльвира Набиуллина, президент и председатель правления Сбербанка РФ Герман Греф, экс-премьер Финляндии Эско Ахо, руководитель администрации Президента РФ (на 2010 год) Сергей Нарышкин.

### 2011 год
16-19 марта состоялась вторая Конференция «Россия и мир: в поисках инновационной стратегии», которая в 2011 году приобрела статус международного форума и официальное название «Гайдаровский форум».

### 2012 год
С 18 по 21 января прошел третий Гайдаровский форум, в рамках которого состоялась Международная конференция «Россия и мир: 2012—2020».

### 2013 год
С 16 по 19 января прошел четвертый Гайдаровский форум «Россия и мир: вызовы интеграции», основной темой которого стали вопросы интеграции российской экономики в глобальную экономическую систему, улучшение делового климата в России и перспективы российских компаний на внешнем рынке. На Гайдаровском форуме — 2013 выступило свыше 250 экспертов из 38 стран мира.

### 2014 год

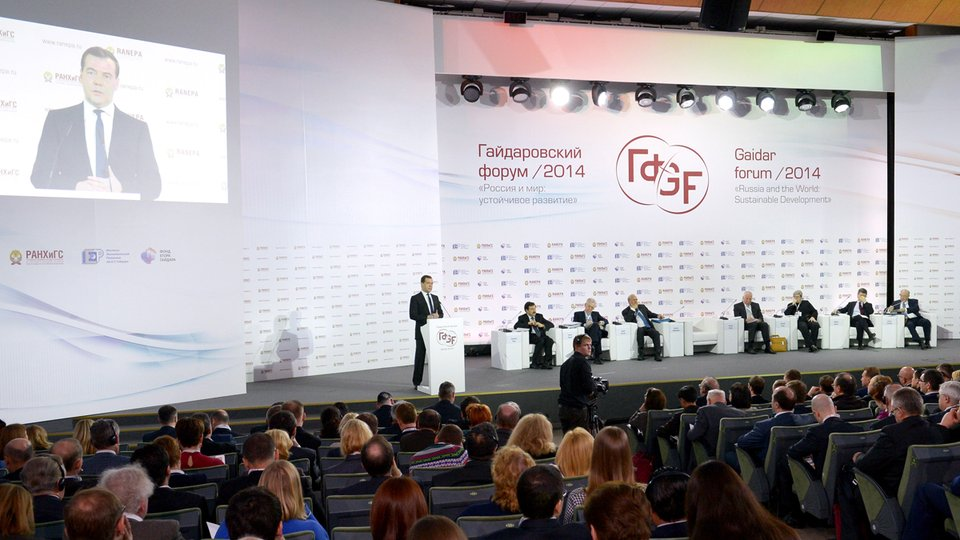
Пятый Гайдаровский форум

Форум прошел с 15 по 18 января и был посвящён одной из самых значимых проблем современности — устойчивому развитию. На конференции «Россия и мир: устойчивое развитие» обсуждались вопросы экономического роста в условиях глобальных изменений, его потенциал и возможности эффективного управления, риски инновационного предпринимательства, новая индустриализация, противоречия ресурсных экономик и неоднозначные последствия модернизации для экономического и социально-политического развития общества. Участники форума: Председатель Правительства РФ Д. А. Медведев, Генеральный секретарь ОЭСР Анхель Гурриа, вице-президент Всемирного банка по устойчивому развитию Рейчел Кайт, Президент Чехии в 2003—2013 гг Вацлав Клаус, Председатель совета министров Италии в 2011—2013 гг, президент Университета Боккони Марио Монти, председатель J.P.Morgan Chase Internation Яков Френкель, ректор РАНХиГС, модератор пленарной дискуссии В. А. Мау.

### 2015 год
14-16 января прошел ежегодный Гайдаровский форум. В этом году форум носил общее название «Россия и мир: новый вектор». Главной темой для дискуссий стали макроэкономические проблемы и основные экономические тенденции развития современного мира. Всего за 3 дня работы Гайдаровского форума-2015 его посетило 5703 человека.

### 2016 год
Гайдаровский форум — 2016 «Россия и мир: взгляд в будущее» традиционно прошел в стенах Президентской Академии с 12 по 14 января 2016 года. За три дня его работы форум посетили более 7,5 тысяч человек, в том числе 817 иностранцев.

### 2017 год
В Гайдаровском Форуме — 2017 участвовали Председатель Правительства РФ Дмитрий Медведев, члены Правительства РФ, 20 губернаторов, два президента (Финляндии и Чехии) и пять премьер-министров, представители центральных банков других стран. Весь форум проходил в прямой трансляции, записи доступны сохранились на канале РАНХиГС в Youtube. Обсуждались такие темы, как Европа после брексита, развитие глобального энергетического рынка в новых условиях, инвестиций в условиях санкций, социальное развитие, налоговая политика и развитие территорий, экология и др. Также темами обсуждения стали приоритетные проекты: новая региональная политика, устойчивость банковского сектора, фактор экономического роста.

### 2018 год

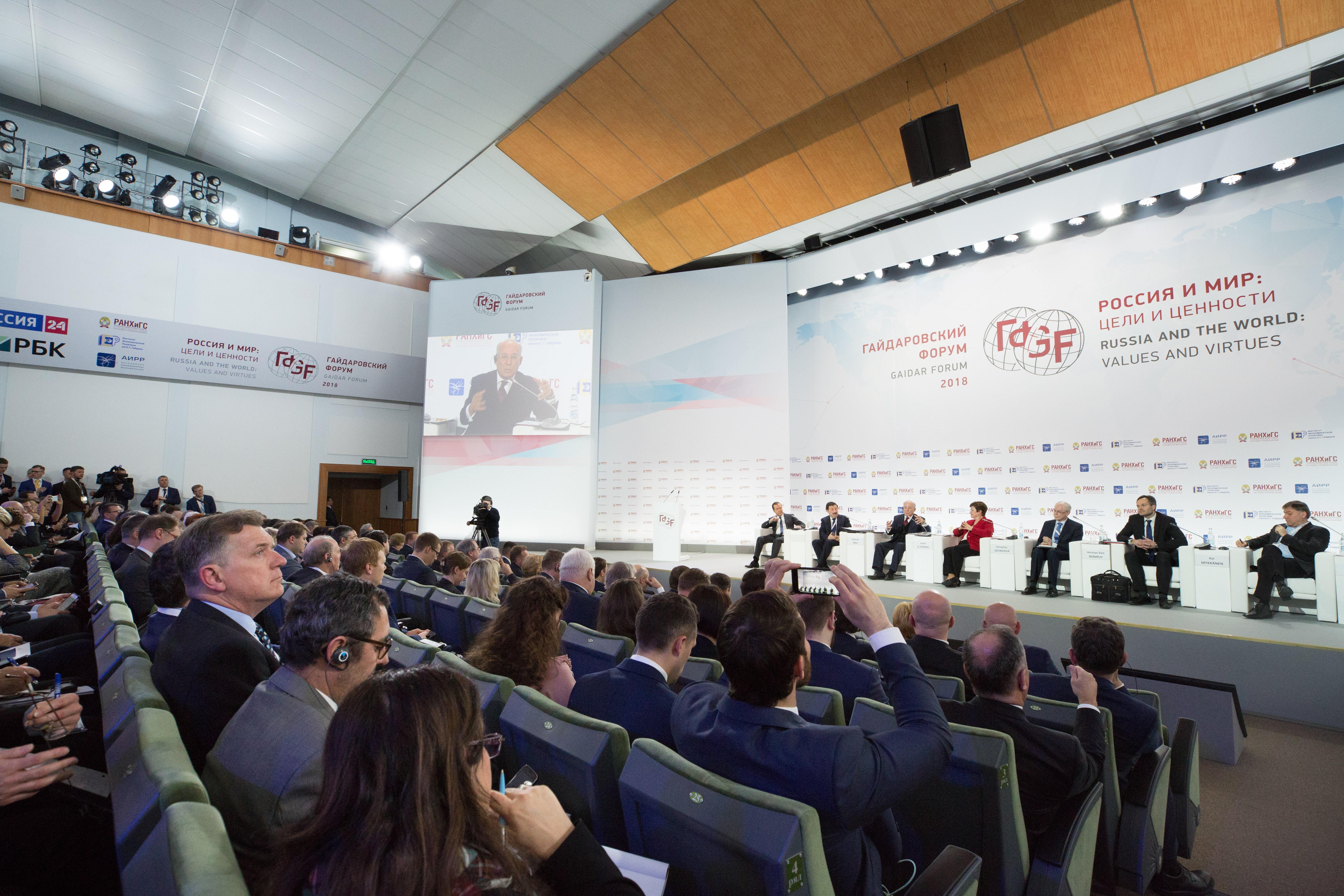
IX Гайдаровский форум — 2018 «Россия и мир: цели и ценности» прошёл в стенах Президентской академии с 16 по 18 января 2018 года

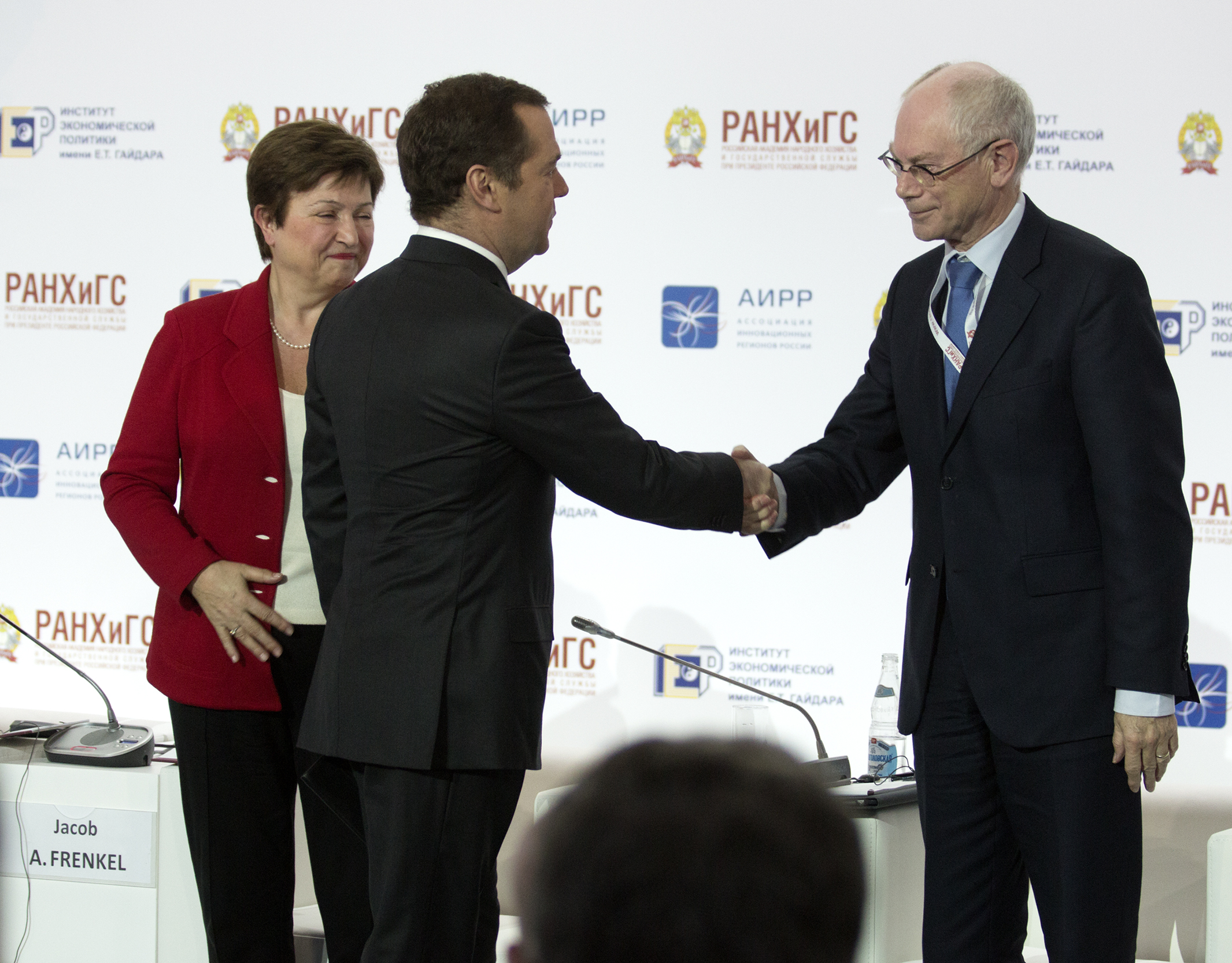
Дмитрий Медведев, Председатель Правительства Российской Федерации и Херман Ван Ромпёй, президент Европейского центра политики, президент Европейского Совета (2009—2014 гг.), премьер-министр Бельгии (2008—2009 гг.)

IX Гайдаровский форум «Россия и мир: цели и ценности» прошел с 16 по 18 января 2018 года.

### 2019 год
Х юбилейный Гайдаровский форум «Россия и мир: национальные цели развития и глобальные тренды» прошел в РАНХиГС с 15 по 17 января 2019 г. В 109 мероприятиях форума приняли участие 15 тысяч человек, выступили 800 спикеров, 2,5 тысячи человек занимались организацией форума и 830 журналистов освещали работу форума.

### 2020 год
15-16 января 2020 года прошёл 11-й гайдаровский форум, посвящённый теме: «Россия и мир: вызовы нового десятилетия». Среди ключевых тем дискуссий форума: глобальные тренды, цифровизация, вызовы рынка труда, будущее системы образования, здравоохранение и ядерная медицина, национальные цели в экономике и политике, нацпроекты, госслужба новой формации и управление, инновации в России, эволюционные вызовы и прогнозирование будущего, лидерство, ЕАЭС, бизнес и рынок труда, климатическая проблема, социально-экономическое неравенство, экономический рост, демография, цели устойчивого развития. В рамках форума состоялось 84 мероприятия. В его работе приняли участие более 600 экспертов. Число посетителей форума превысило 12 тысяч человек.

### 2021 год
14-15 января 2021 года состоялся 12-й гайдаровский форум на тему «Россия и мир после пандемии». Главные темы форума были связаны с перспективами экономического роста, глобальными институциональными преобразованиями, цифровой трансформацией, будущим ключевых отраслей, перспективами «постковидного» развития систем здравоохранения, мегатрендами в образовании и развитием человеческого капитала. Отдельный блок дискуссий был посвящен поиску исторических аналогий и футурологическим прогнозам. Из-за эпидемиологической обстановки мероприятие прошло в гибридном формате. В работе 118 тематических сессий приняли участие более 400 спикеров, в том числе федеральные министры, главы субъектов РФ, международные эксперты и учёные.

### 2022 год
13-14 января 2022 года гайдаровский форум «Россия и мир: приоритеты» состоялся на площадке РАНХиГС. В центре программы были приоритетные инициативы правительства Российской Федерации по социально-экономическому развитию страны. Среди них — социальная сфера, строительство и развитие инфраструктуры, экология, цифровая трансформация, технологический рывок, государство для граждан, образование, здравоохранение и др.
Форум объединил более 300 ведущих российских и международных экспертов из сфер экономики, здравоохранения, образования, бизнеса, науки. Как и годом ранее, мероприятие прошло в телевизионном формате. Всего за два дня работы Форума было организовано свыше 80 экспертных дискуссий, работу которых освещали 7 телестудий.

## Закрытие
Постепенно интерес к Гайдаровскому форуму падал. Как указывало издание Коммерсантъ: «В своё время он был вторым по значимости экономическим событием в стране после Петербургского форума, но постепенно лишился важнейших спикеров. Его начали пропускать чиновники, а бывший премьер-министр Дмитрий Медведев и новый глава правительства Михаил Мишустин вместо очного присутствия ограничивались приветственным словом».
28 декабря 2022 стало известно, что Гайдаровский форум не состоится в начале января 2023 года. Отмену эксперты объяснили текущей политической ситуацией. В декабре 2022 года на веб-сайте Гайдаровского форума появилось сообщение о том, что на нем ведутся технические работы, а спустя ещё 4 месяца он стал окончательно недоступен.
22 мая 2024 года РАНХиГС приняла решение перезапустить Гайдаровский форум под новым названием — его решили посвятить вопросам госслужбы, однако этого не произошло. Тем не менее, 2 апреля 2025 года на ПМЭФ Константин Бабкин заявил, что «Гайдаровский форум, который сегодня формально не существует, но дело его живёт, — это важная развилка. У нас действительно есть сторонники среди всех парламентских и внепарламентских партий».

## Критика
По мнению шведского экономиста Андерса Ослунда, на форуме не принято обсуждать проблемные вопросы российской экономики и экономической политики. Среди таких вопросов Ослунд называет отсутствие частной собственности в России:

Что плохо в российской политике — это право собственности, которое просто здесь отсутствует, и на Гайдаровском форуме это не обсуждается.— «Андерс Ослунд: экономическому росту в России мешает ФСБ», Би-Би-Си, 17 января 2017
В идеологическом плане Гайдаровскому форуму противостоит Московский экономический форум.

Гайдаровский форум в «упор не замечает» МЭФ, а вот обратное неверно, так как МЭФ, проводя промежуточные сессии в течение года по разным вопросам, в том числе и выездные, наоборот сильно критикует гайдаровцев и правительство за упорство в сохранении курса экономической политики.— Из статьи: Сухарев О. С. Московский экономический форум — альтернатива снижает потенциал или дефицит идей? // Инвестиции в России. 2014. № 5. С. 45.
Михаил Сергеев писал в начале 2018 года: «Гайдаровский форум сегодня — это не дискуссионная площадка, на ней представлена фактически одна точка зрения, и это точка зрения отживающей школы».
«Независимая газета» по случаю отмены форума в 2023 году писала: «идеи монетаристов всё больше отторгаются российским обществом и становятся просто токсичными. Ведь вряд ли кто решится открыто провозглашать приоритеты вывоза сырья и сиюминутной прибыли, а также подавления технологического развития страны под лозунгами „борьбы с инфляцией“.»